# Iloca

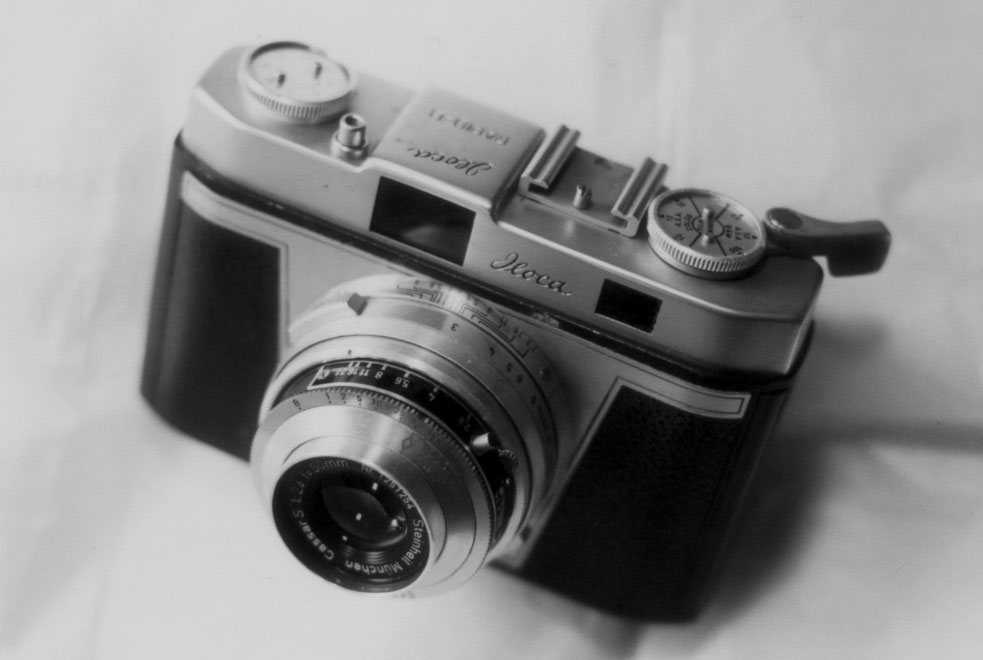
Iloca Rapid-B

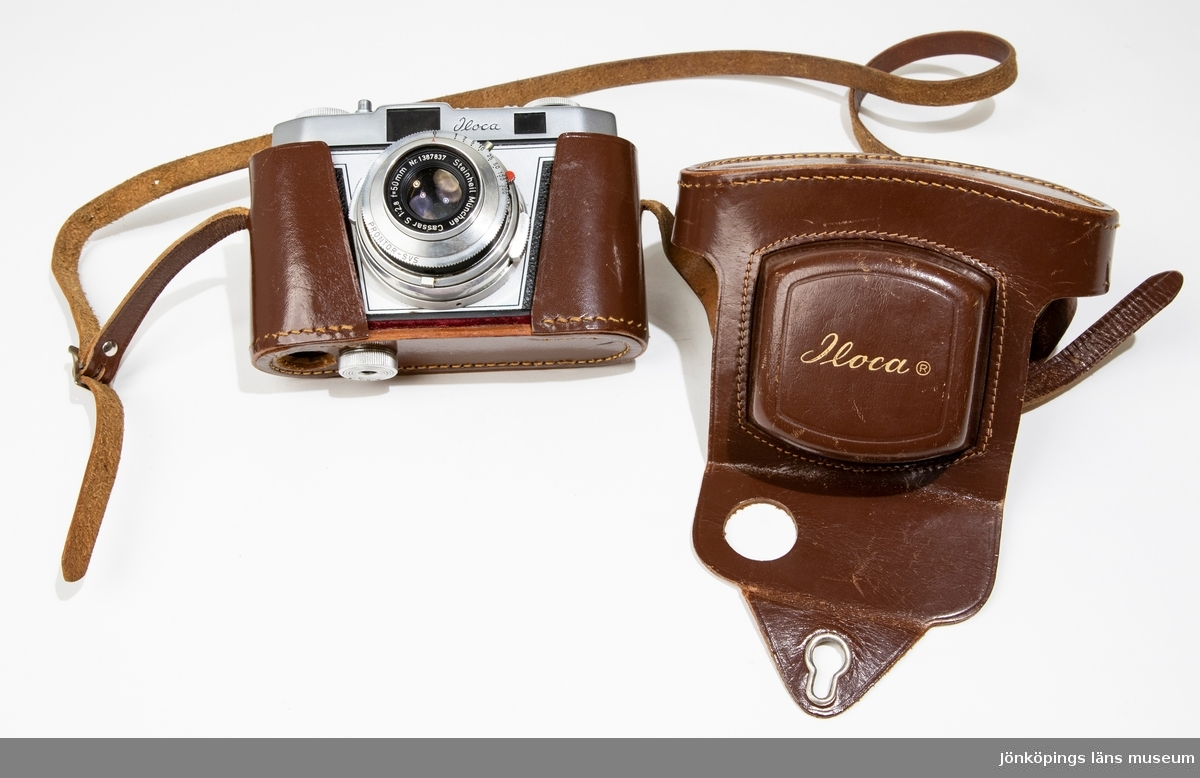
Iloca Rapid-B in der Bereitschaftstasche

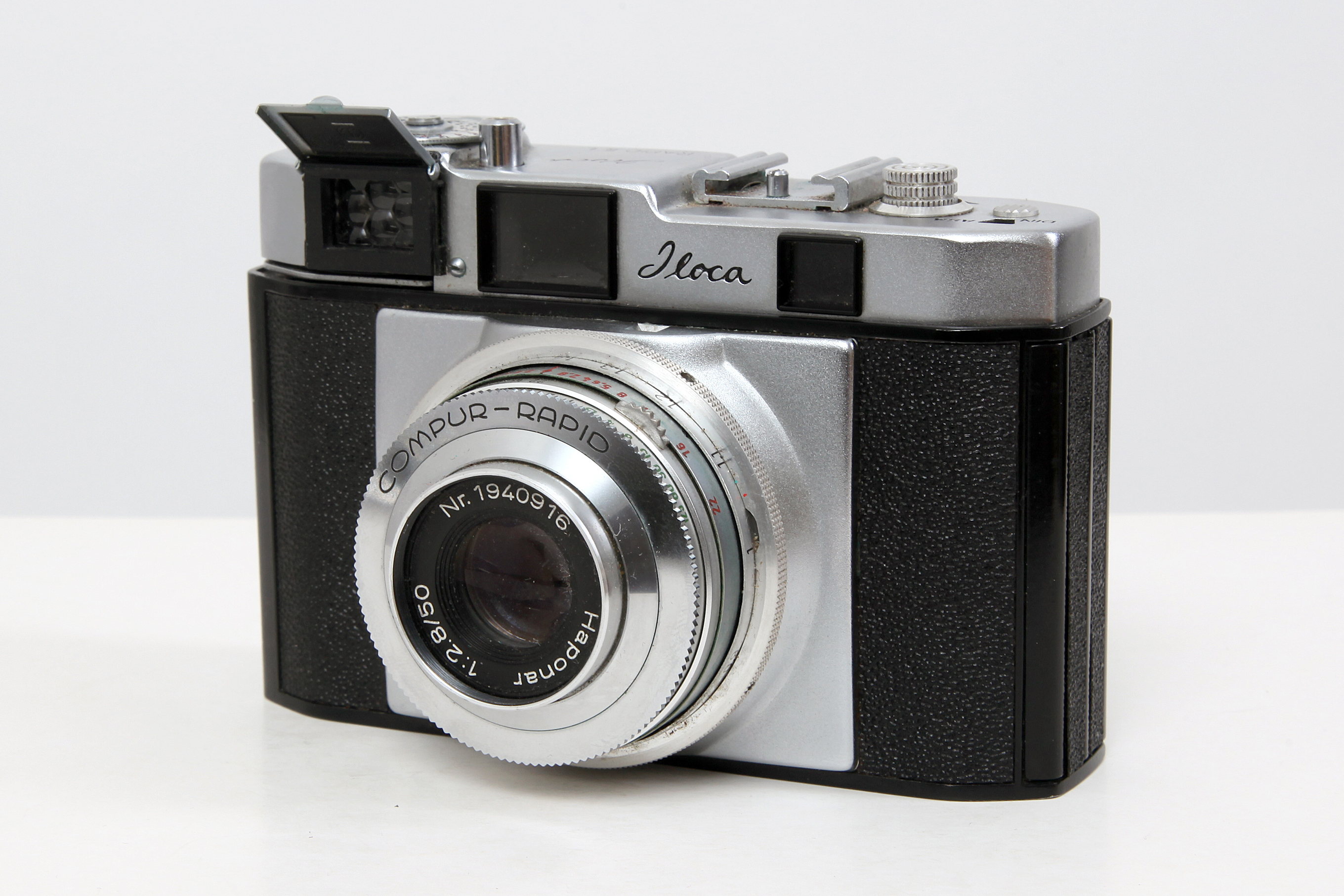
Iloca Rapid II L

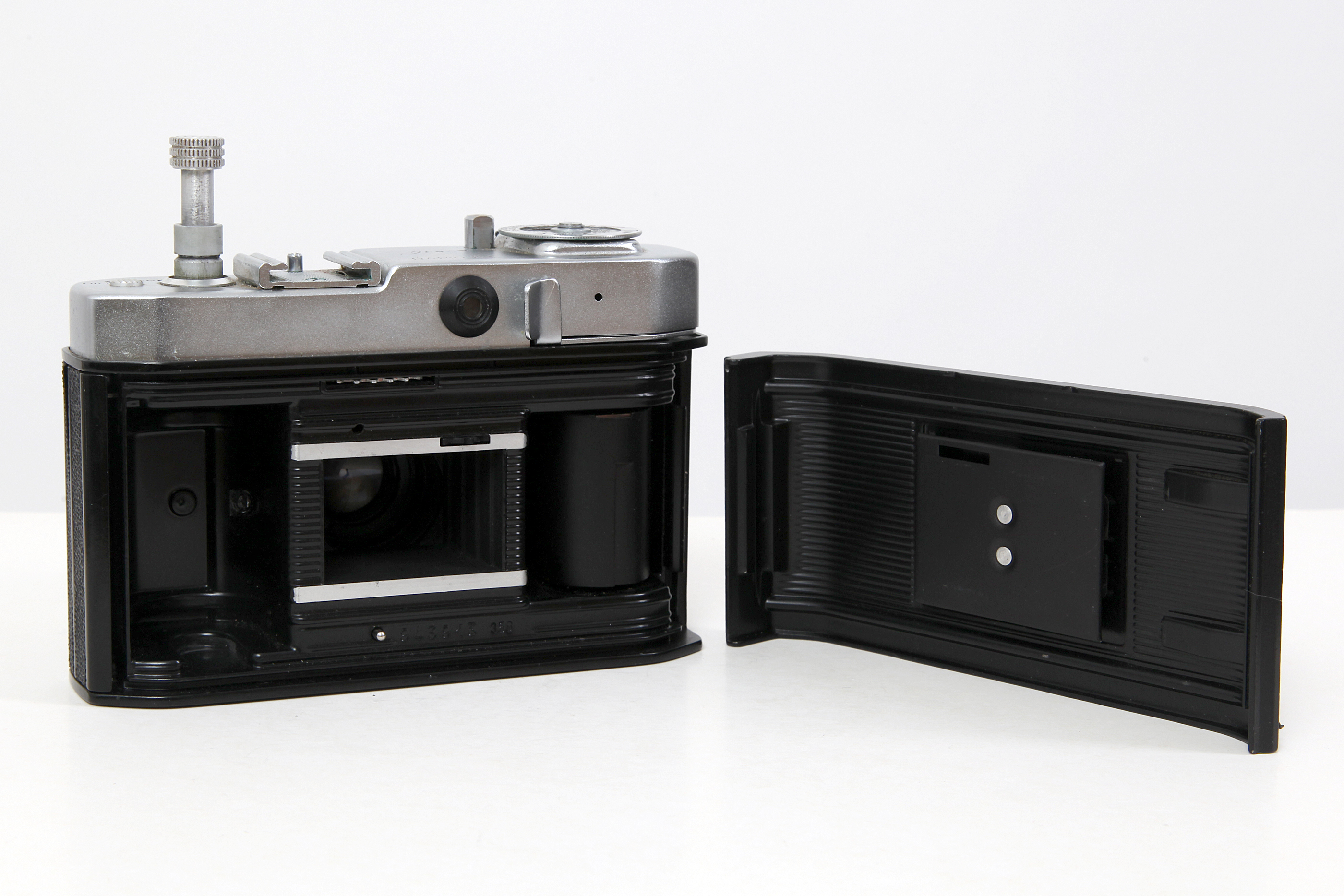
Iloca Rapid II L, Rückansicht

Iloca Camera Wilhelm Witt, auch Iloca-Witt war ein kleines Kamerawerk mit etwa 200 Beschäftigten in Hamburg, das 1962 von Agfa übernommen wurde.
Die Anfänge von Iloca liegen im Kamerawerk Ilca, was für Walter Iling Camera stand. Mit dem Einstieg von Wilhelm Witt Ende der 1940er Jahre fand die Umbenennung in Iloca statt. Der Firmensitz befand sich nahe der Grenze zu Schleswig-Holstein im Stadtteil Langenhorn, Essener Straße 93. Iloca-Kameras waren in Deutschland wenig verbreitet, da das Unternehmen vor allem in die Vereinigten Staaten und nach Kanada exportierte und dort Kameras unter Handelsmarken verkaufte, wie Tower für Sears, Photrix für Montgomery Ward oder Argus für die Argus Corporation.

## Produktpalette
Mit Aufkommen der Farbdiafilme setzte man auf Stereokameras, wobei man auch die zugehörigen Betrachtungsgeräte produzierte. Dies hatte zufolge, dass man in wirtschaftliche Schwierigkeiten geriet, als die Stereofotografie Ende der 1950er Jahre in Vergessenheit geriet.
Neben den Stereokameras produzierte man noch Kleinbild-Sucherkameras mit fest eingebauten Objektiv, die konventionell konstruiert waren. Eine Ausnahme machte die letzte Konstruktion des Unternehmens, die Iloca Electric. Sie besaß ein abnehmbares Objektiv und vor allem einen elektrischen Filmtransport, wobei der Motor in die Aufwickelspule integriert war.

## Untergang
Iloca entschied sich im Frühjahr 1959 für einen neuen Verschluss von Compur, nachdem man die letzten vier Jahre ausschließlich Prontor-Verschlüsse eingesetzt hatte. Man hatte die Kamerakonstruktion auf die neuen Verschlüsse umgestellt und sollte 1200 Verschlüsse im August und 2000 Verschlüsse im September 1959 bekommen, die aber nicht eintrafen. Dadurch stand die Produktion für drei Monate still, woraus die Insolvenz resultierte. Ilonca vermutete Absicht hinter dem Verhalten, da beide Zulieferer im Besitz von Carl Zeiss waren, musste aber vor der gerichtlichen Entscheidung aufgeben.